# Серрамедзана
Серрамедза́на (итал. Serramezzana) — коммуна в Италии, располагается в регионе Кампания, в провинции Салерно.
Покровителем коммуны почитается апостол Филипп, празднование 3 мая.